# Донський (Калузька область)
Донський (рос. Донской) — селище в Хвастовицькому районі Калузької області Російської Федерації.
Населення становить 3 особи. Входить до складу муніципального утворення Присілок Нехочі.

## Історія
Від 2004 року входить до складу муніципального утворення Присілок Нехочі

## Населення
| 2002 | 2010 |
| ---- | ---- |
| 10   | ↘3   |